# Medidor de flujo espiratorio
Es un instrumento diseñado para medir la fuerza de flujo espiratorio máximo de una persona. Es una pieza plástica pequeña manual en forma de flauta gruesa y cúbica en la cual el usuario exhala con su máxima fuerza causando que una pieza mida la fuerza de los bronquios y en qué medida está obstruida está la vía respiratoria. Es muy útil para los asmáticos y personas que presentan enfermedad pulmonar obstructiva crónica para gestionar su condición y usar sus inhaladores u otras medicinas recomendadas.
- Wikimedia Commons alberga una categoría multimedia sobre Medidor de flujo espiratorio.

- Datos: Q1719529
- Multimedia: Peak expiratory flow / Q1719529